# 中国共产党中央委员会中央和国家机关工作委员会
中国共产党中央委员会中央和国家机关工作委员会，简称中央和国家机关工委，是中共中央派出机构，负责中央和国家机关党的工作。
中央和国家机关工作委员会主要负责统一组织、规划、部署中央和国家机关党的工作，指导中央和国家机关党的政治建设、思想建设、组织建设、作风建设、纪律建设，指导中央和国家机关各级党组织实施对党员特别是党员领导干部的监督和管理，领导中央和国家机关各部门机关党的纪律检查工作，归口指导行业协会商会党建工作等工作。

## 沿革
2018年3月中共中央印发的《深化党和国家机构改革方案》称，“组建中央和国家机关工作委员会。为加强中央和国家机关党的建设，落实全面从严治党要求，深入推进党的建设新的伟大工程，统一部署中央和国家机关党建工作，整合资源、形成合力，将中央直属机关工作委员会和中央国家机关工作委员会的职责整合，组建中央和国家机关工作委员会，作为党中央派出机构。”“不再保留中央直属机关工作委员会、中央国家机关工作委员会。”
2018年3月21日，中共中央宣布任命中央政治局委员、中央书记处书记、中央办公厅主任、原中直机关工委书记丁薛祥为中央和国家机关工委首任书记，原中直机关工委常务副书记孟祥锋为分管日常工作的副书记（正部长级）。

## 职责
根据《中国共产党中央委员会中央和国家机关工作委员会职能配置、内设机构和人员编制规定》，中共中央和国家机关工委承担下列职能：
1. 统一组织、规划、部署中央和国家机关党的工作，提出加强和改进党的建设的意见和建议，研究制定工作规划，并抓好组织实施。
2. 指导中央和国家机关党的政治建设、思想建设、组织建设、作风建设、纪律建设，把制度建设贯穿其中，深入推进反腐败斗争。
3. 指导中央和国家机关各级党组织和广大党员学习马克思列宁主义、毛泽东思想、邓小平理论、“三个代表”重要思想、科学发展观、习近平新时代中国特色社会主义思想。
4. 对中央和国家机关各级党组织、党员领导干部落实党建责任制、遵守政治纪律和政治规矩情况进行监督检查，并向党中央报告。
5. 指导中央和国家机关各级党组织实施对党员特别是党员领导干部的监督和管理，及时向党中央反映各部门领导班子、领导干部的情况。
6. 配合中央有关部门抓好中央和国家机关各部门领导班子思想政治建设，参与对党员领导干部民主生活会和中央各部委、国家机关各部委党组（党委）理论学习中心组学习的督促检查和指导，了解掌握情况，按规定报送情况报告。
7. 督促指导中央和国家机关各部门机关党委按期换届，审批关于召开党员大会或党员代表大会的请示，审批中央和国家机关各部门机关党委和机关纪委领导班子的组成及书记、副书记的任免。
8. 指导各级党组织加强基层组织建设，做好党员发展、教育和管理等工作。
9. 领导中央和国家机关各部门机关党的纪律检查工作。
10. 了解掌握中央和国家机关工作人员的思想状况，指导中央和国家机关各级党组织加强思想政治工作和精神文明建设。
11. 领导中央和国家机关工会、共青团、妇联等群团组织的工作，指导中央和国家机关各级党组织做好党的群众工作和统一战线工作。
12. 归口指导行业协会商会等全国性社会组织党建工作。
13. 协同有关部门指导、规划、协调、督查、检查中央和国家机关干部教育培训工作，培训轮训中央和国家机关局处级党员领导干部和党务干部。
14. 协助有关部门协调中央和国家机关各部门做好维护稳定、离退休干部和老龄等工作。
15. 完成党中央交办的其他任务。

## 机构设置
根据《中国共产党中央委员会中央和国家机关工作委员会职能配置、内设机构和人员编制规定》，中共中央和国家机关工委设置下列机构：

### 内设机构
- 办公厅
- 政策研究室
- 组织部（中央和国家机关干部教育办公室）
- 宣传部（中央和国家机关精神文明建设委员会办公室）
- 党建督查室
- 基层组织建设指导部
- 群众工作部（统一战线工作部）
- 共青团中央和国家机关工作委员会
- 机关党委
- 离退休干部工作办公室（副局级）
- 中央和国家机关党校（中共中央党校中央和国家机关分校）

### 直属事业单位
- 老干部活动中心（平安俱乐部）
- 机关服务中心（机关服务局）
- 机关党建研究杂志社
- 旗帜杂志社
- 法制教育中心
- 信息中心

## 历任领导
| 书记 - 丁薛祥（2018年3月－2023年4月） - 蔡 奇（2023年4月至今） | 副书记 - 孟祥锋（2018年3月－2020年10月，常务，正部长级） - 侯凯（2018年3月－2020年6月） - 李勇（2018年3月－2021年10月） - 梁言顺（2018年3月－7月；2020年10月－2022年3月，常务，正部长级） - 吴汉圣（2018年12月－2020年12月；2022年5月－2023年4月，常务，正部长级） - 陈建文（2020年6月－2021年3月） - 任正晓（2020年12月－2022年7月） - 邹晓东（2021年2月－2025年5月） - 郭文奇（2021年10月－2022年7月；2023年4月－，常务，正部长级） - 王爱文（2022年7月－） - 蔡淑敏（2022年11月－2025年6月） - 燕 军（2023年10月－） - 金善文（2025年6月－） 委员 - 闪伟强（？－，兼组织部部长） |

## 中央和国家机关纪检监察工委
中央纪律检查委员会国家监察委员会中央和国家机关纪检监察工作委员会，简称中央纪委国家监委中央和国家机关纪检监察工委，是中国共产党中央纪律检查委员会、中华人民共和国国家监察委员会的派出机构，负责领导中央直属机关、中央国家机关纪律检查和国家监察工作。

### 沿革
2018年，深化党和国家机构改革及《中华人民共和国监察法》施行后，将原中央纪委中直机关纪工委、中央纪委国家机关纪工委，合并组建中央纪律检查委员会国家监察委员会中央和国家机关纪检监察工作委员会，负责领导中央直属机关、中央国家机关纪律检查和国家监察工作。

### 机构设置
根据有关规定，中央和国家机关纪检监察工委设置下列机构（除注明外为副司局级）：
- 办公室
- 党风教育室
- 信访案管室
- 纪检监察室
- 案件审理室

### 历任领导
中央和国家机关纪检监察工委书记
- 侯凯（2018年3月－2020年6月）
- 任正晓（2020年12月－2022年7月）
- 王爱文 二级副总监察官（2022年7月－）